# 阿塔圖克奧林匹克體育場
阿塔圖克奧林匹克體育場（土耳其語：Atatürk Olimpiyat Stadı）位於土耳其伊斯坦堡的西部，是土耳其最大的體育場，是全座席球場，設有田徑跑道，可容納75145人。球場於1999年開始興建，並於2002年落成。球場名稱是紀念土耳其國父凱末爾。球場興建為申辦奧運會，2004年獲歐洲足協評級為歐洲足協五星級足球場，可以舉辦歐洲足協所舉辦的賽事決賽。

## 維修
原本球場的容量是80,597人，後來拆除一些視線受到阻擋的座位。因此，球場的容量下降至76,092。

## 歐洲冠軍聯賽決賽
2004/05年賽季，阿塔圖克奧林匹克體育場首次舉行歐冠決賽，由2年前捧盃的義甲AC米蘭對決闊別歐冠決賽20年的英超利物浦。AC米蘭開賽一分鐘由保羅·馬甸尼首開紀錄，隨後基斯普於38及43分鐘連入2球，AC米蘭上半場建立3-0巨幅領先。正當AC米蘭以為勝利在望之際，下半場謝拉特於54分鐘為利物浦破蛋，之後弗拉迪米尔·什米采尔及沙比·阿朗素先後於56及60分鐘追成3-3平手，最終法定時間打成平手，雙方進入延長賽，但延長賽階段都未能增添入球。PK大戰中，先守的利物浦靠著門將杜迪克成功撲救AC米蘭第5點安德烈·舒夫真高的射門，以3-2擊敗對手，第5次奪得歐冠冠軍並完成封盃大業。
此場地原定於2020年再次舉行歐冠決賽，但此後歐洲爆發了COVID-19導致比賽被推遲，後來改期至八月在葡萄牙的盧斯球場（Estádio da Luz）閉門比賽；之后几经调整，改至2022/23年賽季舉辦。巧合的是，2023年歐洲冠軍聯賽決賽戲碼再度由英超與義甲共譜，而且英超球隊同樣是西班牙人統帥，義甲球隊同樣由義大利人領軍。由2年前飲恨的曼城對決13年前締造三冠王偉業的國際米蘭。雙方上半場都沒讓對手越雷池一步，曼城於下半場第68分鐘由西班牙後腰羅德里打進價值連城的精準長距離推射，並且全員退防抵禦對手猛攻。儘管錯失打進第2球殺死比賽的機會，曼城仍以1-0戰勝國際米蘭，以歐冠不敗之姿榮登三冠王。

## 外部連結
- 阿塔土克奧林匹克球場官方網頁 （页面存档备份，存于） （土耳其文）（英文）（德文）
- Satellite Photo of Atatürk Olympic Stadium （页面存档备份，存于）
- 阿塔土克奧林匹克球場相片 （页面存档备份，存于）
- Football Temples of the World （页面存档备份，存于）

| 前任： · 維爾廷斯球場 · （ 德国蓋爾森基興） | 欧洲冠军联赛 决赛场地 2004-05年 | 繼任： · 法蘭西體育場 · （ 法國 巴黎） |
| 前任： · 法蘭西體育場 · （ 法國 巴黎）      | 欧洲冠军联赛 决赛场地 2022-23年 | 繼任： · 温布利球场 · （ 英格兰倫敦）  |

41°04′28.10″N 28°45′56.53″E / 41.0744722°N 28.7657028°E